# Западнодолењски партизански одред
Западнодолењски народноослободилачки партизански (НОП) одред је био партизанска јединица у саставу Народноослободилачке војске и партизанских одреда Југославије током Другог светског рата у Словенији. 

## Историјат
Формиран је крајем јуна 1942. од 1. и 3. батаљона Долењског НОП одреда, а почетком јула у његов састав је ушао и батаљон из Похорског НОП одреда. Дејствовао је у западном делу Долењске. Посебно се истакао у борбама против Италијана у рејону Загредеца (у долини реке Крке) и за време италијанске офанзиве у другој половини јула и августа у Љубљанској покрајини. У првој половини септембра 1. и 2. батаљон ушли су у састав бригаде „Матија Губец”, док је 3. батаљон послоужио као језгро новог Западнодлењског НОП одреда, који је формиран 16. септембра 1942. године. Нови одред  дејствовао је с једним батаљоном на простору између Мирне и Светог Крижа при Литији, другим батаљоном у рејону Подлипоглава код Љубљане, а с по једном четом у рејону Ајдовеца и Шмарјете; имао је око 500 бораца. Одред је нападао белогардијске сеоске страже и одељења италијанских војника и вршио диверзантске акције на пругама Ново Место-Требње и Требње-Мирна. Децембра 1942. део 1. батаљона ушао је у састав бригаде „Матија Губец”, 3. батаљон у бригаду „Тоне Томшич”, а остало људство реорганизовано је у три чете са око 160 бораца. Зими 1943/1944. одред је вршио акције против Беле гарде и италијанског окупатора. Одред се истакао у борбама против Италијана код Чатежа и Цирника близу Требња 10. априла, у рејону Шентјанжа 1-2. маја заједно с бригадама „Матија Губец” и „Иван Цанкар”, 13. пролетерском бригадом „Раде Кончар” и Приморско-горанским НОП одредом, и затим у рушењу пруге Ново Место-Требње. Крајем јула 1943. садејствовао је јединицама 15. дивизије у борбама против италијанских снагау рејону Жужемберка, око Села при  Шумперку и Требња, а у првој половини августа и почетком септембра руши пруге Требње-Шентјанж и Гросупље-Кочевје. Приликом капитулације Италије септембра 1943, разоружао је итаљанске јединице у делу Сухе крајине и на Кочевском. После разоружавања италијанске колоне јачине око 7.000 војника код Кочевске Реке 11. септембра, одред се пребацио у ослобођено Кочевје, где је 12. септембра 1943. од њега формирана Девета словеначка бригада.